# República Popular China en los Juegos Paralímpicos de Seúl 1988
La República Popular China estuvo representada en los Juegos Paralímpicos de Seúl 1988 por un total de 41 deportistas, 27 hombres y 14 mujeres.

## Medallistas
El equipo paralímpico chino obtuvo las siguientes medallas:
| Nombre                                              | Deporte       | Evento                               |
| --------------------------------------------------- | ------------- | ------------------------------------ |
| Oro                                                 |               |                                      |
| Zhao Jihong                                         | Atletismo     | 100 m B3 femenino                    |
| Zhao Jihong                                         | Atletismo     | 400 m B3 femenino                    |
| Yao Zhenyu                                          | Atletismo     | Disco A4A9 masculino                 |
| Cai Zusheng                                         | Natación      | 100 m braza A6 masculino             |
| Cai Zusheng                                         | Natación      | 100 m espalda A6 masculino           |
| Cai Zusheng                                         | Natación      | 200 m estilos A6 masculino           |
| Liu Zebing                                          | Natación      | 100 m libre A6 masculino             |
| Liu Zebing                                          | Natación      | 100 m mariposa A6 masculino          |
| Liu Guiping                                         | Natación      | 100 m mariposa A8 masculino          |
| Liu Guiping                                         | Natación      | 400 m libre A8 masculino             |
| Wu Yan Hu                                           | Natación      | 100 m braza A1 masculino             |
| Wu Yanhu                                            | Natación      | 200 m estilos A1 masculino           |
| Hua Guiyun                                          | Tenis de mesa | Individual TT7 femenino              |
| Zhang Xiaoling                                      | Tenis de mesa | Individual TT clase abierta femenino |
| Equipo                                              | Tenis de mesa | Equipo TT6 femenino                  |
| Zhang Wei                                           | Tiro          | Pistola de aire 2-6 femenino         |
| Plata                                               |               |                                      |
| Song Meijie                                         | Atletismo     | Disco B1 femenino                    |
| Song Meijie                                         | Atletismo     | Jabalina B1 femenino                 |
| Zhao Jihong                                         | Atletismo     | Salto de longitud B3 femenino        |
| Yang Shaomin                                        | Atletismo     | Salto de altura A6A8A9L6 masculino   |
| Yang Shaomin                                        | Atletismo     | Salto de longitud A6A8A9L6 masculino |
| Yang Shaomin                                        | Atletismo     | Triple salto A6A8A9L6 masculino      |
| Zhao Bin                                            | Atletismo     | Disco A3A9 masculino                 |
| Sun Changting                                       | Atletismo     | Salto de longitud A4A9 masculino     |
| Qin Zhongxing Qiu Xuewen Sun Changting Yang Shaomin | Atletismo     | 4 × 100 m A2A4-7 masculino           |
| Qin Zhongxing Qiu Xuewen Sun Changting Wang Hui Yun | Atletismo     | 4 × 400 m A2A4-7 masculino           |
| Liu Zebing                                          | Natación      | 100 m braza A6 masculino             |
| Liu Zebing                                          | Natación      | 100 m espalda A6 masculino           |
| Liu Wenhua                                          | Natación      | 100 m braza A1 masculino             |
| Liu Wenhua                                          | Natación      | 200 m estilos A1 masculino           |
| Zhang Jiaman                                        | Natación      | 100 m braza A4 masculino             |
| Wu Yanhu                                            | Natación      | 100 m libre A1 masculino             |
| Liu Guiping                                         | Natación      | 200 m estilos A8 masculino           |
| Bronce                                              |               |                                      |
| Qiu Xuewen                                          | Atletismo     | 100 m A5A7 masculino                 |
| Qiu Xuewen                                          | Atletismo     | 200 m A5A7 masculino                 |
| Sun Changting                                       | Atletismo     | Jabalina A4A9 masculino              |
| Zhao Bin                                            | Atletismo     | Peso A3A9 masculino                  |
| Qin Zhongxing                                       | Atletismo     | Triple salto A6A8A9L6 masculino      |
| Huang Yuefu                                         | Natación      | 50 m braza B1 masculino              |
| Liu Zebing                                          | Natación      | 200 m estilos A6 masculino           |
| Cheng Yu                                            | Tenis de mesa | Individual TT6 femenino              |